# 1648 Shajna
1648 Shajna este un asteroid din centura principală, descoperit pe 5 septembrie 1935, de Pelagheia Șain.